# Helicoverpa hawaiiensis
Helicoverpa hawaiiensis is een vlinder uit de familie van de uilen (Noctuidae). De wetenschappelijke naam van de soort is voor het eerst geldig gepubliceerd in 1905 door Quaintance & Brues.